# Trochalus fulvescens
Trochalus fulvescens är en skalbaggsart som beskrevs av Max Quedenfeldt 1884. Trochalus fulvescens ingår i släktet Trochalus och familjen Melolonthidae. Inga underarter finns listade i Catalogue of Life.